# Marcus Samuel, 1. Viscount Bearsted

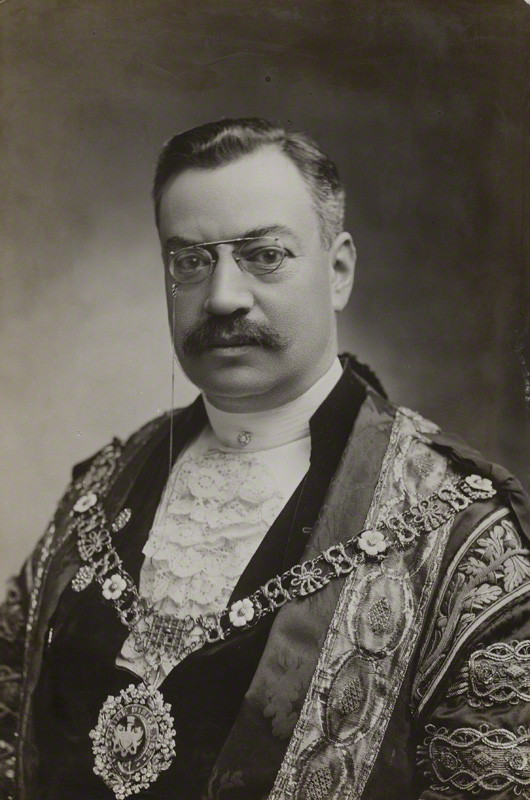
Marcus Samuel in der Amtsrobe des Lord Mayor of London, um 1902

Marcus Samuel, 1. Viscount Bearsted (* 5. November 1853 in Whitechapel; † 16./17. Januar 1927 in Hamilton Place, London) war Gründer von The Shell Transport and Trading Company, dem Vorgänger der Royal Dutch Shell.

## Leben
Sein Vater, der ebenfalls Marcus Samuel hieß, betrieb einen Kolonialhandel für Muscheln (englisch shell) mit dem Fernen Osten. Zusammen mit seinem Bruder Samuel Samuel (1855–1934), der später Samuel & Co. of Yokohama gründete und für die konservative Partei im Parlament saß, betrieb er das Geschäft weiter. 
1878 begann Samuel erstmals mit Kerosin zu handeln.  Am 19. Januar 1881 heiratete er Fanny Elizabeth Benjamin (* um 1858, † 16. Januar 1927).
Als er auf einer Einkaufsreise 1890 nach Batumi über Konstantinopel feststellte, dass dieser Hafen voll Öltankschiffe war, schien ihm das ein besseres Geschäft, und er orderte den Bau von acht Tankern. 1892 brachte als erster Tanker das 5000-t-Schiff Murex eine Ladung durch den Suezkanal.
Als man 1897 auf Borneo Öl fand, baute er auf dem Seeweg nach Fernost überall Handelsstationen auf und finanzierte sich mit Hilfe der Rothschilds. Im folgenden Jahr wurde er zum Knight Bachelor erhoben, nachdem zwei seiner Schlepper die Bergung des Schlachtschiffes der Majestic-Klasse HMS Victorious ermöglicht hatten.
Während der Amtsperiode 1902/1903 war Samuel Lord Mayor of London. Anlässlich des Ausscheidens aus diesem Amt wurde er 1903 zum Baronet, of the Mote and Portland Place, erhoben.
1903 schloss er sich mit dem Unternehmen des Niederländers Henri Deterding zusammen, das dann in Royal Dutch Petroleum Company umbenannt wurde. Die Vereinigung war jedoch aufgrund großer Finanzschwierigkeiten Samuels mit 60:40 vom Niederländer Henri Wilhelm Deterding dominiert, der lange Jahre Aufsichtsratschef war. Beide Unternehmen blieben aber bis 2005 getrennt bestehen.
1921 wurde er wegen seiner Verdienste um die Treibstoffversorgung Großbritanniens im Ersten Weltkrieg zum Baron Bearsted und 1925 zum Viscount Bearsted erhoben. Sein Mitarbeiter Robert Waley Cohen wurde ebenfalls geadelt.